# دوين موتش
دوين موتش هو سياسي أمريكي، ولد في 13 مايو 1925 في Kempton, North Dakota ‏ في الولايات المتحدة، وتوفي في 17 يوليو 2019 في لاريمور في الولايات المتحدة. نشط حزبياً في الحزب الجمهوري. وقد انتخب عضو مجلس ولاية داكوتا الشمالية ‏.